# Roy Aitken
Robert Sime Aitken (Irvine, 1958. november 24. –) skót válogatott labdarúgó, edző. 

## Pályafutása

### Klubcsapatban
Pályafutása nagy részét a Celtic játékosaként töltötte, melynek színeiben 1976 és 1990 között több mint 480 mérkőzésen lépett pályára és hat bajnoki címet szerzett. 1990 és 1991 között a Newcastle United csapatában játszott. Az 1991–92-es szezonban a St. Mirren játékosa volt. 1992 és 1995 között az Aberdeenben szerepelt.  

### A válogatottban
1979 és 1991 között 57 alkalommal szerepelt a skót válogatottban és 1 gólt szerzett. Részt vett az 1986-os világbajnokságon, ahol a Dánia, az NSZK és az Uruguay elleni csoportmérkőzésen is kezdőként lépett pályára. Tagja volt az 1990-es világbajnokságon szereplő válogatott keretének is, melynek ő volt a csapatkapitánya.

## Sikerei, díjai

### Játékosként
Celtic FC
- Skót bajnok (6): 1976–77, 1978–79, 1980–81, 1981–82, 1985–86, 1987–88
- Skót kupagyőztes (5): 1976–77, 1979–80, 1984–85, 1987–88, 1988–89
- Skót ligakupagyőztes (1): 1982–83

### Edzőként
Aberdeen
- Skót ligakupagyőztes (1): 1995–96